# José Rios Ortega
José Rios Ortega (Premià de Dalt, Maresme, 15 de març de 1974) és un atleta català.
Especialitzat en curses de fons, va córrer diverses mitjes maratons i maratons, i aconseguí el títol de campió d'Espanya absolut de 10.000 metres els anys 2000, 2001, 2002 i 2003, campió d'Espanya de 10 quilòmetres en ruta l'any 2010, i campió d'Espanya promesa de 10.000 metres els anys 1995 i 1996.
Com a atleta olímpic, va participar en els Jocs Olímpics d'Estiu de 2000 de Sydney, a Austràlia, als Jocs Olímpics d'Estiu de 2004 d'Atenes, a Grecia, i als Jocs Olímpics d'Estiu de 2008 de Pequín, a la Xina. Fou 3r al Campionat d'Europa d'atletisme de 2002, celebrat a l'Estadi Olímpic de Múnic d'Alemanya, i aconseguí la seva millor marca personal a la Marató d'Otsu de 2004 al Japó, on acabà en primera posició, amb un temps de 2h 07'42", una marca que li va valer per batre el rècord de Catalunya de Marató.
Va guanyar en dues ocasions, el 2004 i el 2006, la marató del Llac Biwa al centre del Japó.
A la temporada 2008-2009 fitxà pel Club Atlètic Manresa.
El 29 de març de 2009 guanyà la Mitja Marató de Montornès del Vallès.
Des del 2013 és responsable nacional de fons (RFEA) substituint Luis Miguel Landa.

## Millors marques personals[1][7]
| Distància     | Temps     | Lloc                    | Data |
| 1.500 metres  | 3':51".11 | Andújar Espanya         | 2001 |
| 3.000 metres  | 7':42".08 | Sant Sebastià País Basc | 2002 |
| 5.000 metres  | 13:07".59 | Estocolm Suècia         | 2000 |
| 10.000 metres | 27:22.20  | Gijón Espanya           | 2000 |
| Mitja marató  | 1h:03'21" | Espanya                 | 2005 |
| Marató        | 2h:07'42" | Ōtsu Japó               | 2004 |